# دينو كريسس 2
دينو كريسس 2 (بالإنجليزية: Dino Crisis 2) ، هي لعبة إلكترونية من نوع آركيد واللغز، أنتجت شركة كابكوم سنة 2000م، وصدرت في الولايات المتحدة في 13 سبتمبر 2000م، وتعد أقوى لعبة لحرب الدينا صورات .

## قصة مختصرة
يبدأ فريق البحرية الأمريكية الافتراضية للذهاب إلى العصر ماقبل الإنسان فتفاجأؤا أن الديناصورات بدأؤا بالهجوم على البشر، فيقوم جيل وريك لتنفيذ المهمة للتحرر من منطقة العصر الديناصورات .

## وصلات خارجية
- دينو كريسس 2 على موقع IMDb (الإنجليزية)

- Dino Crisis 2 at ويكيا